# Günther von Gaertner-Griebenow
Carl Wilhelm Günther Freiherr von Gaertner (ab 10. November 1858 mit dem Zusatz) -Griebenow (* 7. April 1856 in Berlin; † 22. März 1898 in Teheran) war ein deutscher Konsul, Generalkonsul der deutschen Generalkonsulate in Teheran und Kalkutta sowie Herr auf Höhescheid bei Wolfhagen.

## Leben

### Beruflicher Werdegang
Günther Freiherr von Gaertner-Griebenow wurde in Berlin geboren. Seine Eltern waren der preußische Offizier und Gutsbesitzer Wilhelm Freiherr von Gaertner-Griebenow sowie dessen Ehefrau Amalie, geb. Griebenow, eine Tochter des Christian Wilhelm Griebenow, Berliner Unternehmers und Besitzers der Standesherrschaft Groß Leuthen. In Arnstadt besuchte er das Schwarzburg-Sondershausensche Gymnasium, wo er 1875 das Abitur abgelegte. Daraufhin meldete er sich als Einjährig-Freiwilliger, um von Oktober 1875 bis September 1876 den Militärdienst abzuleisten. Anschließend begann er ein Studium der Rechtswissenschaften an den Universitäten in Berlin, Lausanne und Straßburg. Nach drei Studienjahren legte er im Sommer 1879 das Referendarexamen ab und promovierte im gleichen Monat zum Dr. jur. Ende des Jahres trat er seinen obligatorischen Dienst im preußischen Justizministerium an. Hier wurde er 1881 zum Sekounde-Lieutnant befördert.

### Einsatz in Europa
Ein Jahr später erfolgte die Einberufung des Freiherrn von Gaerner-Griebenow in den Auswärtigen Dienst. Als Attaché schlug er dort eine diplomatische Laufbahn ein. Im ersten Jahr durchlief er mehrere Abteilungen, bevor er zum Sommer 1882 an die preußische Botschaft nach St. Petersburg versetzt wurde. Von hier wechselte er nach einem halben Jahr als Legationssekretär an die Gesandtschaft in Bern und im Sommer 1883 zur Gesandtschaft nach Kopenhagen. Während dieser Zeit legte er Ende 1884 die diplomatischen Prüfungen ab. Nach zwei Dienstjahren in Dänemark erhielt Gaertner-Griebenow eine Versetzung nach Lissabon, wo er bis 1888 verblieb. Noch im selben Jahr erfolgte sein Einsatz als 2. Sekretär an der preußischen Botschaft in Paris und von dort an der Gesandtschaft in Stockholm. Hier erhielt er im Herbst 1890 den Charakter als Legationsrat. Von hier wechselte er zum Frühjahr 1891 an die Gesandtschaft in Den Haag und kehrte dann nach Berlin zurück. Hier wurde er von Ende 1892 in der Abteilung IB (Personal und Verwaltung) und später in der Abteilung I (Politik) verwendet. Nach zwei Jahren in Berlin kehrte er in den diplomatischen Dienst zurück und wurde an der Gesandtschaft Madrid mit den Geschäften des 1. Sekretärs betraut. Sein Vorgesetzter war hier der Geschäftsträger der Gesandtschaft, Joseph Maria von Radowitz. Auch hier war seine Beschäftigungsdauer nur kurz.

### Einsatz in Indien und im Iran
Von April 1894 an erfolgte Freiherr von Gaertner-Griebenows Einsatz im asiatischen Raum. Er wechselte an das Generalkonsulat in Kalkutta und übernahm dort ab August 1894 die Geschäfte. Mit zwei Jahren Amtszeit erhielt er eine Versetzung als Gesandter nach Teheran. Dort löste er den amtierenden Geschäftsträger Nikolaus von Wallwitz ab und übernahm im Mai 1896 die Leitung der Gesandtschaft. Bereits nach achtzehn Monaten musste er im Dezember 1897 die Aufgaben im Iran an Arthur Alexander Kaspar von Rex übergeben.
Im März 1898 verstarb Gaertner-Griebenow in Teheran.